# Atelopus flavescens
Atelopus flavescens is een kikker uit de familie padden (Bufonidae) en het geslacht klompvoetkikkers (Atelopus). De soort werd voor het eerst wetenschappelijk beschreven door André Marie Constant Duméril en Gabriel Bibron in 1841.
Atelopus flavescens leeft in delen van Zuid-Amerika en komt voor in de landen Brazilië en Frans-Guyana. De kikker is bekend uit laaggelegen regenwouden. Door de internationale natuurbeschermingsorganisatie IUCN wordt de soort beschouwd als 'Kwetsbaar'.
Atelopus flavescens komt op een aantal plaatsen nog algemeen voor. De kikker leeft in de nabijheid van snelstromende wateren.